# Cuchuco
 (septembre 2016).

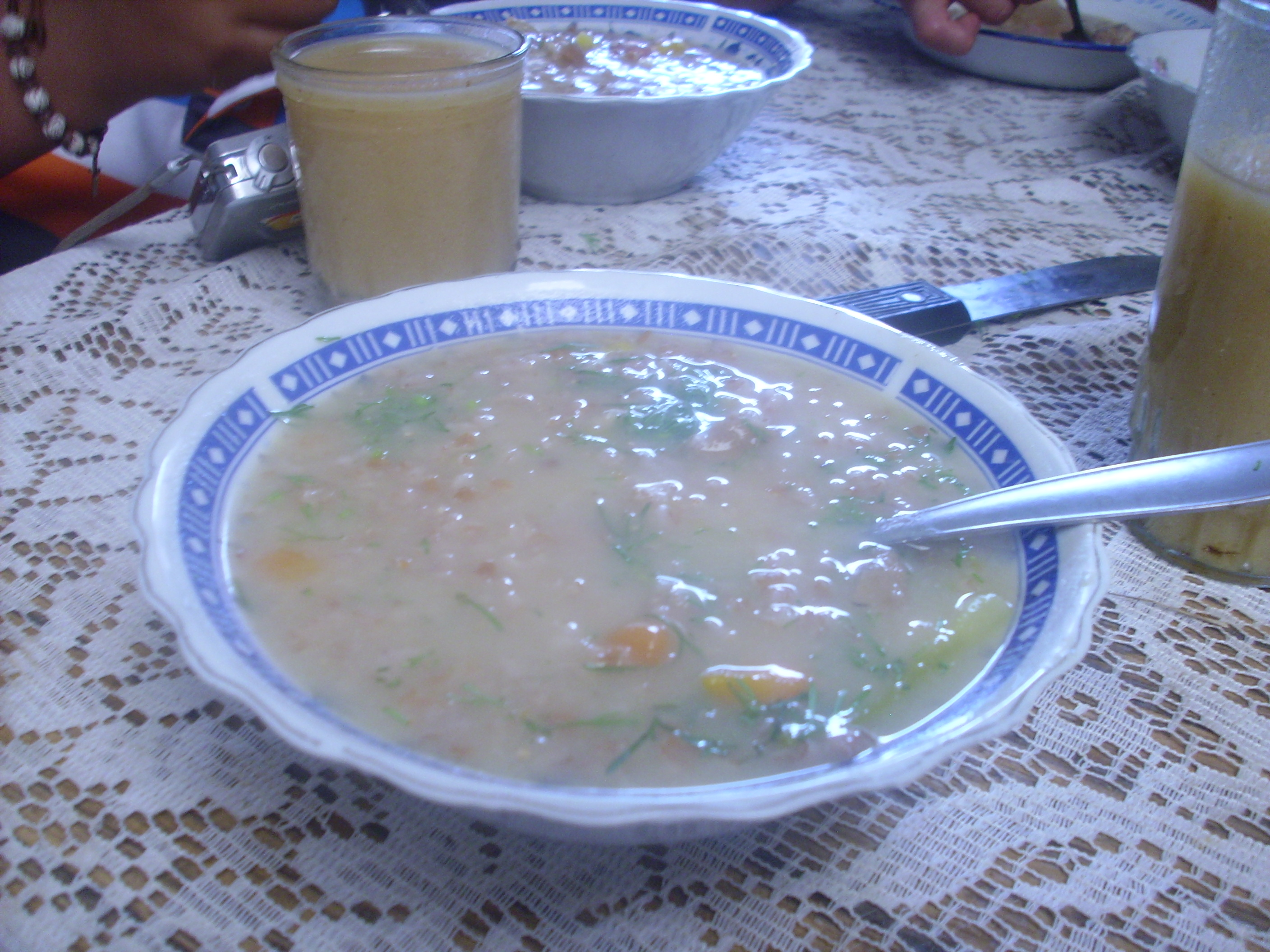
Un cuchuco de blé.

Le cuchuco est un ingrédient culinaire élaboré avec des grains de maïs, d'orge ou de blé, épluché et moulu ou concassé, utilisé pour faire des soupes en Colombie, particulièrement sur les  altiplanos de Boyacá et de Cundinamarca.
Par extension, c'est aussi le nom de la soupe préparée avec cet ingrédient : cuchuco de maïs, de blé ou d'orge.
Il s'agit à l'origine d'une nourriture populaire, peu coûteuse : on utilisait pour sa préparation des restes des céréales d'où on tirait les farines.